# Macchia di Poisson

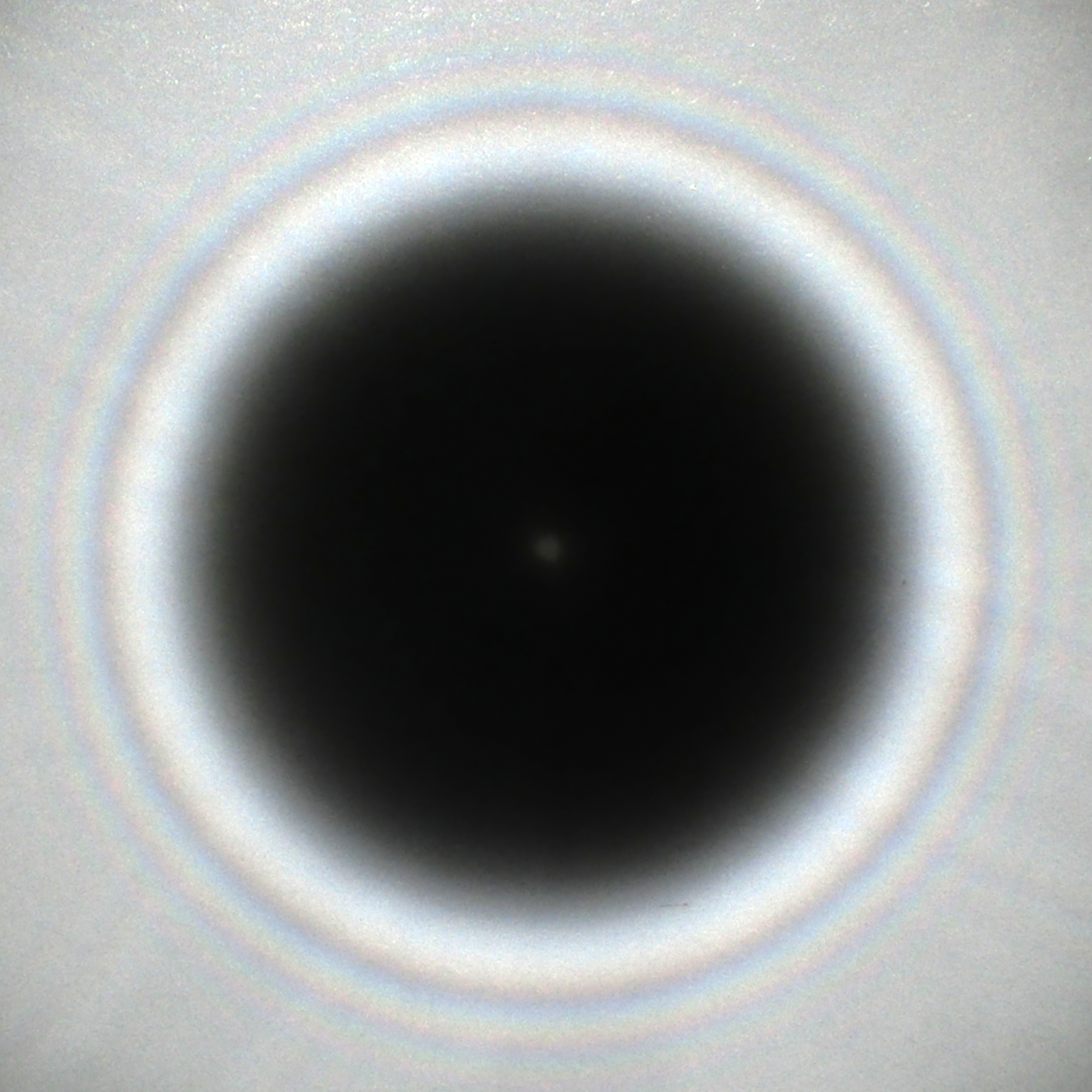
La macchia di Poisson nell'ombra di un disco circolare con diametro di 5,8 mm.

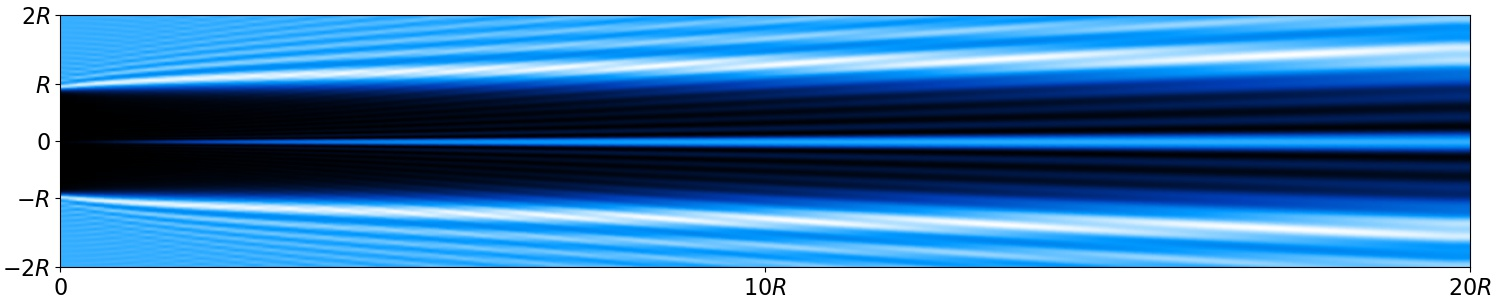
Simulazione numerica dell'intensità di luce monocromatica con lunghezza d'onda λ = 0,5 µm dietro ad un oggetto circolare di raggio R = 5 µm = 10 λ.

In ottica la macchia di Poisson, nota anche come macchia di Fresnel  o punto di Arago, è un punto luminoso che appare al centro dell'ombra - proiettata su uno schermo perpendicolare retrostante - di un oggetto opaco circolare. È dovuta al fenomeno della diffrazione di Fresnel.
Quando la luce colpisce l'ostacolo circolare, per il principio di Huygens ogni punto nel piano dell'ostacolo agisce come una nuova sorgente puntiforme di luce. La luce proveniente dai vari punti sulla circonferenza dell'ostacolo e che raggiunge il centro dell'ombra percorre esattamente la stessa distanza. Quindi tutta la luce che passa sul bordo all'oggetto arriva sullo schermo perpendicolare retrostante in fase e interferisce costruttivamente. Ciò si traduce in un punto luminoso al centro dell'ombra, mentre l'ottica geometrica e la teoria corpuscolare della luce prevedono che non dovrebbe esserci alcuna luce.
In astronomia, la macchia di Poisson può essere osservata nell'immagine fortemente sfocata di una stella in un telescopio newtoniano. In tal caso, la stella costituisce una sorgente luminosa puntiforme quasi all'infinito, mentre lo specchio secondario del telescopio è l'ostacolo circolare.
Le immagini precedenti sono simulazioni numeriche della macchia di Poisson nell'ombra di dischi opachi dal diametro di 4 mm, 2 mm e 1 mm, proiettata su uno schermo perpendicolare retrostante, posto ad 1 m dietro ciascun disco. I dischi sono illuminati da una luce con lunghezza d'onda {\displaystyle \lambda =633} nm, proveniente da una sorgente posta ad 1 m davanti a ciascun disco. Ogni immagine è larga 16 mm.

## Storia

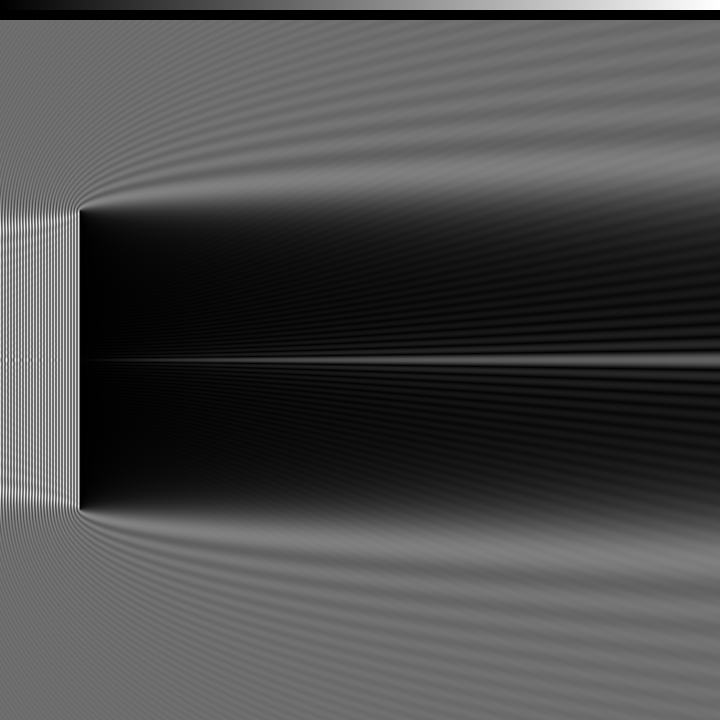
Presenza della macchia di Poisson nell'ombra proiettata da un disco. Si tratta di un pennello di luce coincidente con l'asse del disco, che appare come una "macchia" centrale luminosa quando se ne proietta l'immagine su uno schermo perpendicolare retrostante.

La diffrazione della luce fu scoperta da Francesco Maria Grimaldi (1618 – 1663), gesuita, fisico e astronomo italiano, che ne coniò il nome. Venne descritta per la prima volta nel trattato De lumine, pubblicato postumo a Bologna nel 1665. Studi sulla diffrazione furono svolti, tra gli altri, da Robert Hooke, Isaac Newton e Thomas Young, che effettuò il suo esperimento della doppia fenditura nel 1801, pubblicandone i risultati nel 1807. Il lavoro di Young sulla interferenza della luce costituiva un'evidenza sperimentale a favore della sua natura ondulatoria e contraddiceva una lunga tradizione scientifica, risalente a Newton, che invece considerava la luce come formata da corpuscoli.
L'esperimento di Arago sulla macchia di Poisson fu condotto nel 1818 e risultò decisivo per dirimere la questione se la luce sia un corpuscolo o un'onda. Si tratta quindi di un esempio di experimentum crucis. A quel tempo, molti erano ancora favorevoli alla teoria corpuscolare della luce, tra i quali il fisico matematico Siméon Denis Poisson. In quell'anno, l'Accademia francese delle scienze indisse un concorso per spiegare le proprietà della luce, in cui Poisson era membro della commissione giudicante. L'ingegnere civile Augustin-Jean Fresnel partecipò a questo concorso, utilizzando principi e risultati della teoria ondulatoria della luce. Poisson studiò in dettaglio le tesi ondulatorie di Fresnel e, essendo un sostenitore della teoria particellare newtoniana, cercò di dimostrarle sbagliate. Poisson pensò di aver trovato un errore nelle formule di Fresnel perché, partendo da esse, calcolò che l'asse dell'ombra cilindrica di un disco circolare opaco doveva risultare luminoso (vedi Figura). Tale previsione era vista da Poisson come una conseguenza assurda della teoria ondulatoria, e la confutazione sperimentale di tale previsione sarebbe stato un argomento forte per rifiutare la teoria ondulatoria. Infatti, secondo l'esperienza comune, l'ottica geometrica e la teoria corpuscolare della luce, un'oscurità totale doveva caratterizzare la regione d'ombra del disco. Il presidente della commissione, François Arago, decise di eseguire l'esperimento. Fissando un disco metallico di 2 mm di diametro su una lastra di vetro con della cera, riuscì a osservare il punto luminoso previsto da Poisson, cosa che diede a Fresnel la vittoria nel concorso e convinse la maggior parte degli scienziati dell'epoca della natura ondulatoria della luce.
Sebbene il risultato sperimentale di Arago fosse, assieme al fenomeno dell'interferenza, una prova schiacciante a favore della teoria ondulatoria, un secolo dopo, con l'affermarsi della meccanica quantistica, si capì che la luce (così come tutte le forme di materia ed energia) deve essere descritta, a livello microscopico, mediante il dualismo onda-particella. Tuttavia la particella associata alle onde elettromagnetiche, il fotone, non ha nulla in comune con le particelle immaginate nella teoria corpuscolare che era stata dominante prima dell'avvento della teoria ondulatoria. Oggi è noto che una figura di diffrazione appare attraverso l'accumulo a mosaico di punti luminosi (pixel) causati da singoli fotoni, come previsto dalla teoria quantistica di Paul Dirac. Man mano che progredisce l'esposizione alla luce, i singoli punti luminosi si accumulano in aree diverse della figura di diffrazione, fino al completamento del "mosaico". La teoria ondulatoria classica prevederebbe invece la formazione immediata di una figura estesa continua, la cui luminosità complessiva aumenta con la progressiva esposizione alla luce.

## Esperimento di Arago

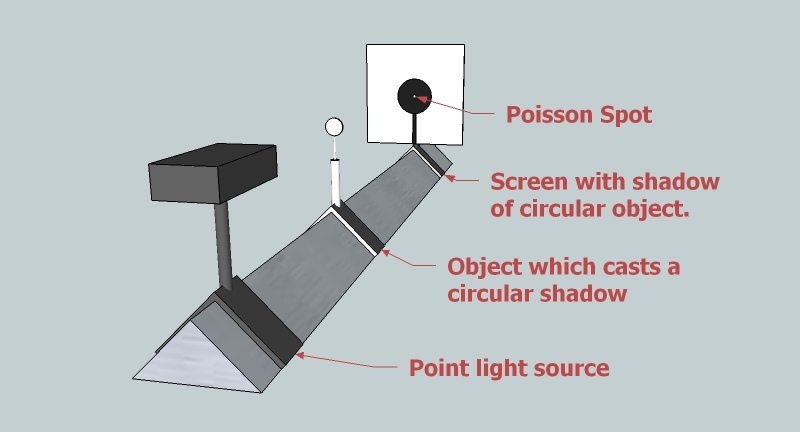
L'esperimento di Arago sulla macchia di Poisson.

L'esperimento di Arago ebbe un ruolo importante, nella prima metà del XIX secolo, nel determinare la natura ondulatoria della luce, e viene ancora oggi eseguito a tal fine nei laboratori didattici di ottica.
Una sorgente luminosa puntiforme illumina un oggetto circolare opaco, proiettandone l'ombra su uno schermo perpendicolare retrostante. Al centro dell'ombra appare un punto luminoso ("macchia di Poisson") a causa del fenomeno, tipicamente ondulatorio, della diffrazione della luce. La sorgente luminosa può essere un foro di spillo su un piano fortemente illuminato da una lampada, oppure un fascio di luce laser divergente. Affinché si abbia diffrazione, deve valere la condizione di Fresnel:
{\displaystyle F={\frac {d^{2}}{\ell \,\lambda }}\gtrsim 1}
dove
- {\displaystyle d} è il diametro dell'oggetto circolare;
- {\displaystyle \ell } è la distanza tra l'oggetto e lo schermo;
- {\displaystyle \lambda } è la lunghezza d'onda della sorgente.

Inoltre, il bordo dell'oggetto corcolare deve essere sufficientemente liscio. L'insieme di queste condizioni spiega perché, nell'esperienza quotidiana, non si veda la macchia di Poisson. Tuttavia, con le sorgenti laser oggi disponibili, risulta facile eseguire l'esperimento di Arago.
La natura ondulatoria delle particelle era stata ipotizzata da Louis de Broglie nel 1924 e confermata nel 1927 con gli esperimenti di Davisson e Germer e di George Paget Thomson. Una macchia di Poisson formata da elettroni può essere osservata nel microscopio elettronico a trasmissione, quando si esaminano strutture circolari di una certa dimensione. Nel 2009 l'esperimento di Arago è stato realizzato anche con un fascio di espansione supersonica di molecole di deuterio.